# Stol (Julische Alpen)
Der Stol (italienisch: Monte Stol) ist ein Berg in Slowenien. Er erreicht eine Höhe von 1673 m und gehört zum Massiv der Julischen Alpen. Der Berg ist der höchste Gipfel eines rund 25 km langen Grates, der sich im Osten aus dem Soča-Tal erhebt und im Westen bis zum Torre in Italien reicht. Nach Norden hin fällt der Stol steil ins Ucja-Tal ab. Im Süden liegt das Tal der Nadiža. Der Stol war einer der Schauplätze der zwölften Isonzo-Schlacht im Ersten Weltkrieg. Heute ist der Stol bei Gleitschirmfliegern sehr beliebt als Startplatz. Der Hauptlandeplatz befindet sich bei Kobarid. Zwei Schotterpisten führen auf den Gipfel des Stol, eine von Sedlo im Süden, die andere von Žaga im Norden.